# Acatinga
Acatinga là một chi bọ cánh cứng thuộc họ Xén tóc, gồm các loài sau đây:
- Acatinga boucheri (Tavakilian & Peñaherrera-Leiva, 2005)
- Acatinga gallardi (Penaherrera-Leiva & Tavakilian, 2004)
- Acatinga maia (Newman, 1841)
- Acatinga quinquemaculata (Zajciw, 1966)